# Walter Reade Theater
Le Walter Reade Theater est un cinéma indépendant faisant partie du Lincoln Center situé sur la 65e rue ouest à Manhattan à New York. Inauguré le 3 décembre 1991, il est géré par la Film Society of Lincoln Center et accueille chaque année différents festivals dont le plus important est le New York Film Festival.

## Historique
Cette salle, ouverte le 3 décembre 1991, doit son nom au producteur cinématographique et mécène Walter Reade.
Le Walter Reade Theater organise chaque année une quinzaine de festivals, dont les plus importants sont le New York Film Festival (première quinzaine d'octobre), le New York Jewish Film Festival (en janvier), le Rendez-vous with French Cinema (en mars), le NY African Film Festival (en avril), le Spanish Cinema Now (en décembre).